# Matthew Le Nevez
Matthew „Matt” Le Nevez (ur. 10 stycznia 1979 w Canberze) – australijski aktor filmowy i telewizyjny.

## Życiorys

### Wczesne lata
Urodził się w Canberze, gdzie uczęszczał do francusko-australijskiej szkoły Telopea Park School oraz St Edmund's College. W wieku 17 lat ukończył National Institute of Dramatic Art (1999) w Kensington.

### Kariera
Za rolę Bulleta Sheathera w miniserialu ABC Television Marking Time otrzymał AFI Television Award (2004) jako najlepszy aktor w roli drugoplanowej. Kreacja Mathew, który usypia i morduje matkę i ojczyma w dramacie telewizyjnym Zbrodnia w wyższych sferach (The Society Murders, 2006), opartym na faktach z 2 kwietnia 2002 roku w Melbourne, przyniosła mu Logie Award dla najlepszego aktora.

## Życie prywatne
Związał się z Michelle Smith, z którą ma syna Leviego (ur. 2014).

## Filmografia

### Filmy fabularne
- 2002: Garage Days jako Tobey
- 2003: Pocztówkowy bandyta (The Postcard Bandit, TV) jako Aaron Reynolds
- 2003: Marking Time (TV) jako Bullet Sheater
- 2004: Kwaśny smak brzoskwini (Peaches) jako Brian
- 2005: Man-Thing jako szeryf Kyle Williams
- 2005: Pokarm (Feed) jako Nigel
- 2006: Zbrodnia w wyższych sferach (The Society Murders, TV) jako Matthew Wales
- 2008: Cios w serce (The Tender Hook, TV) jako pracownik sztuki
- 2014: Parer's War (TV) jako Damien Parer

### Seriale TV
- 2000: Ucieczka w kosmos (Farscape) jako Cavemen Crichton
- 2001: Head Start jako Terry Vaughan
- 2001: Cena życia (All Saints) jako Andy Barton
- 2002: MDA jako Sam Livingstone
- 2003: White Collar Blue jako Larry Drevo
- 2004: Blue Heelers jako Matt Procter
- 2007: Morski patrol (Sea Patrol) jako Jullian Wiseman
- 2010: Cops L.A.C. jako Ben Ellis
- 2010: Miecz prawdy (Legend of the Seeker) jako Leo
- 2011–2014: Offspring jako Patrick Reid
- 2012: Howzat! Kerry Packer's War jako Dennis Lilee
- 2013: Zbrodnie Palm Glade (The Glades) jako Alexanders Barnes
- 2015: The Kettering Incident jako Brian Dutch
- 2015: Love Child jako Jim Marsh